# With Love Baby
With Love Baby é uma canção da banda Witloof Bay. Eles representaram a Bélgica no Festival Eurovisão da Canção 2011 na segunda semi-final, terminando em 11º lugar com 53 pontos, não conseguindo passar á final.